# Steganacarus vernaculus
Steganacarus vernaculus är en kvalsterart som beskrevs av Wojciech Niedbała 1982. Steganacarus vernaculus ingår i släktet Steganacarus och familjen Phthiracaridae. Inga underarter finns listade i Catalogue of Life.